# Bannay (Marne)
Bannay é uma comuna francesa na região administrativa do Grande Leste, no departamento de Marne. Estende-se por uma área de 7.06 km², e possui 20 habitantes, segundo o censo de 2018, com uma densidade de 2.8 hab/km².